# 极限特工2
《限制級戰警2：極限公國》（英語：xXx: State of the Union）是一部於2005年上映的美國間諜動作片，由李·塔瑪何瑞執導，冰塊酷巴主演。该片是2002年发行的《极限特工》的续集；講述入獄軍人達流士·史東（Darius Stone，冰塊酷巴飾演）被選為新任限制級戰警（Triple X），以阻止一場危及美國總統甚至全美的叛國陰謀。
上集的主角馮·迪索及導演羅伯·柯恩在第一部電影上映前就簽約了續集，但迪索不喜歡劇本而與柯恩雙雙退出。改由冰塊酷巴及塔瑪何瑞接任。電影獲得負面的評價，主要批評不合邏輯的故事和CGI的濫用而不是以真人特技來拍。全球票房僅7102萬美元，相對於1.13億美元的成本大獲失敗。接續首集的系列第三集《限制級戰警：重返極限》於2017年上映，冰塊酷巴仍客串演出。

## 劇情
在維吉尼亞州，身份不明的襲擊者闖入了位於馬場下方、由奧古斯都·吉本斯領導的國家安全局掩體，導致16名探員喪生，唯吉本斯和助手托比·沙夫逃脫。與此同時，沙夫表示位在波拉波拉島的前任限制級戰警（Triple X）桑德·凱吉也已陣亡。為了尋找新的替補，吉本斯會見了前美國海豹部隊達流士·史東上尉，後者因打斷國防部長喬治·德克將軍的下巴加上拒絕服從命令而在萊文沃思服刑20年。
吉本斯協助史東逃獄，並會見了史東的老友齊克、前女友蘿拉·傑克森，有聲有色地經營著各自車廠。史東被派去國家安全局掩體中偷取硬碟，同時設法從國家安全局探員凱爾·史提手中逃脫，史提目前是機構的接管者並追蹤著吉本斯的下落。吉本斯在家中遭到襲擊，德克和同夥科布中士偽裝成意外，殺了吉本斯。史東與吉本斯的線民查莉·梅威瑟接觸，並從一場聚會上接近德克。史東後來去了她的安全屋，但被陷害謀殺傑克·派蒂伯將軍；梅威瑟被揭露參與其中。
警方到場緝捕史東，史提在他逃走前與之接觸。沙夫駭入五角大廈以取得德克的計劃。史東在一艘航空母艦上潛入德克的部隊，發現吉本斯還活著，跟以前一些軍中夥伴被關押在此。史東的存在被梅威瑟警告，迫使他逃跑。取回計劃後，史東得知德克正在策劃一場針對美國總統詹姆斯·桑福德的政變。史東將此告知史提，後者原本不信但在與德克對話後，決定與史東等人聯手。他們認為德克企圖殺死桑福德和他的繼任者，以便接替總統大位，這與桑福德目前削減各種軍事部門以專注於外援的計劃相違。
因無法信任合法的執法部門，史東聯手齊克的人馬劫走國土安全部用於秘密運送槍枝和裝備的民用卡車。在桑福德於國會大廈演講期間，劫持一輛坦克並入侵建築中，阻止德克對桑福德下手。德克和科布將桑福德劫為人質，並搭上緊急避難用的子彈列車逃跑。蘿拉帶著一輛跑車到達，讓史東開著車一路追上列車。史東在交手中殺死了科布，史提成功救走桑福德；吉本斯利用直升機的導彈摧毀列車，導致德克死亡，史東及時跳車逃脫。
德克的行徑被政府掩蓋而對外聲稱為英雄，桑福德澤授予史提及無名戰士（史東）榮譽勳章，史東回歸過往生活，開著蘿拉送的車離開。正值國家安全局重建，吉本斯、沙夫和史提討論著下一位限制級戰警的人選。

## 演員
- 冰塊酷巴飾演達流士·史東（Darius Stone）
- 山繆·傑克森飾演國家安全局探員奧古斯都·吉本斯（Augustus Gibbons）
- 威廉·達佛飾演喬治·德克將軍（General George Deckert）
- 史考特·史畢曼飾演凱爾·史提探員（Agent Kyle Steele）
- 彼得·史特勞斯（英语：Peter Strauss）飾演美國總統詹姆斯·桑福德（President James Sanford）
- 艾勒比飾演齊克（Zeke）
- 麥可·魯夫（英语：Michael Roof）飾演托比·沙夫探員（Agent Toby Shavers）
- 桑妮·馬布里飾演查莉·梅威瑟（Charlie Mayweather）
- 諾娜·蓋伊飾演蘿拉·傑克森（Lola Jackson）

## 續集
因本片的口碑極差使得第三集的發展渺茫。但因查覺到馮·迪索的人氣，使得官方正在考慮第三集的推出並名為《限制級戰警：重返極限》。2014年1月，迪索表示，劇本會在一個月後完成。後來，迪索在自己的Instagram上透露，電影將會於2015年12月在菲律賓正式開拍。2015年10月10日，宣布D·J·克魯索將擔任導演。迪索在自己的Instagram上宣布，UFC選手康纳·麦格雷戈將飾演一個角色，而在他的Facebook上則宣布山繆·傑克遜則會回歸吉本斯一角。2016年1月1日，迪索又透露東尼嘉、甄子丹和荻皮卡·帕都恭也會參演電影。《限制級戰警：重返極限》於2017年上映。